# 北山古墳 (太田市)
北山古墳（きたやまこふん）は、群馬県太田市藪塚町にある古墳。形状は円墳。藪塚古墳群を構成する古墳の1つ。西山古墳と合わせて群馬県指定史跡に指定されている（指定名称は「藪塚湯之入 北山古墳 西山古墳」）。

## 概要
群馬県東部、八王子丘陵から西に伸びる支丘の南斜面（標高135メートル）に山寄せで築造された古墳である。南西650メートルの尾根先端部には西山古墳が所在し、その間にはかつて多くの古墳（藪塚古墳群）が存在したという。これまでに発掘調査は行われていない。
墳形は円形で、直径22メートル・高さ4メートルを測る。墳丘表面に凝灰岩片が多く認められるが、葺石かは明らかでない。また埴輪は認められていない。埋葬施設は両袖式の横穴式石室で、南南西方向に開口する。石室の奥壁には巨石が使用され、漆喰の塗布が認められる。盗掘に遭っているため、石室内の副葬品は明らかでない。築造時期は、古墳時代終末期の7世紀代（または7世紀後半/7世紀前半）と推定される。
古墳域は1949年（昭和24年）に西山古墳と合わせて「藪塚湯之入 北山古墳 西山古墳」として群馬県指定史跡に指定されている。

## 埋葬施設

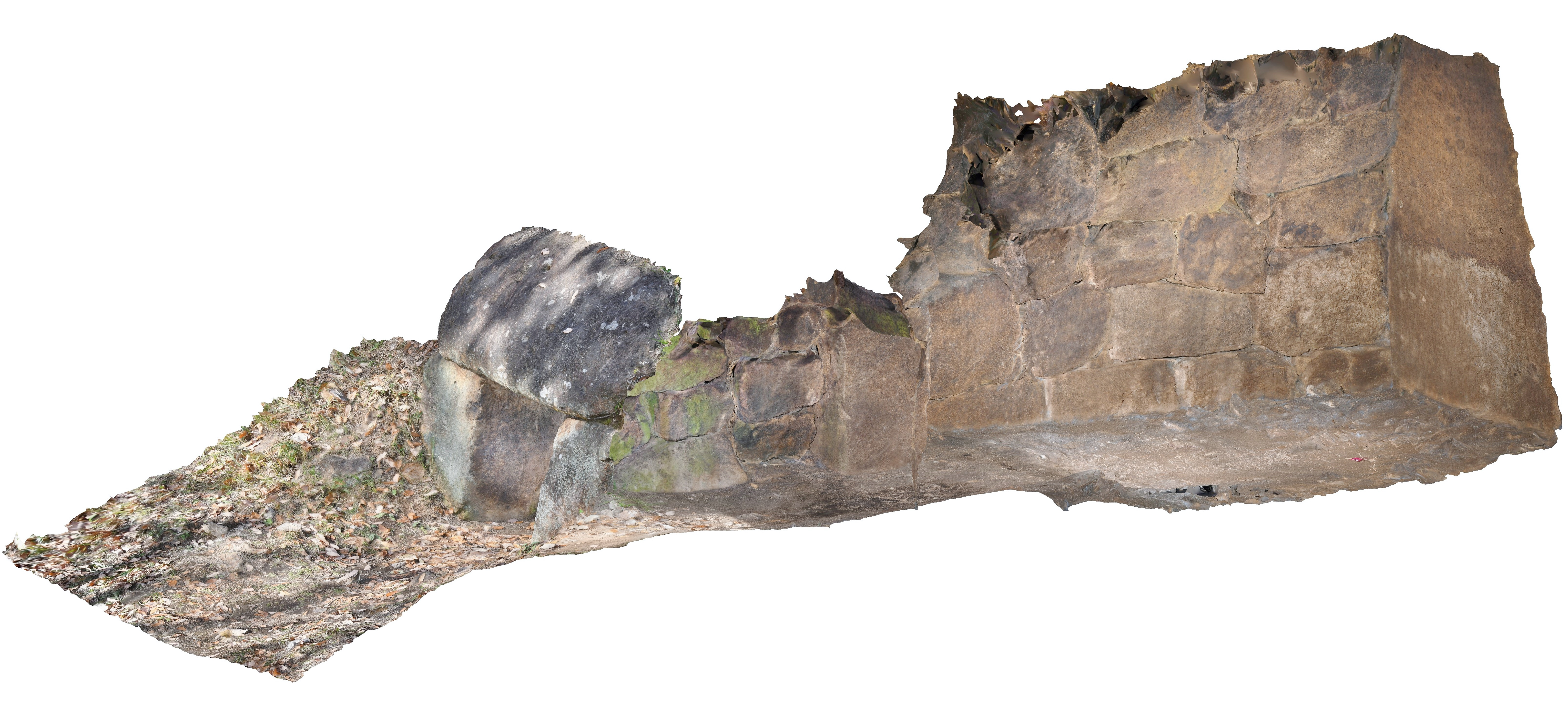
石室俯瞰図左から右に、羨道・玄室。

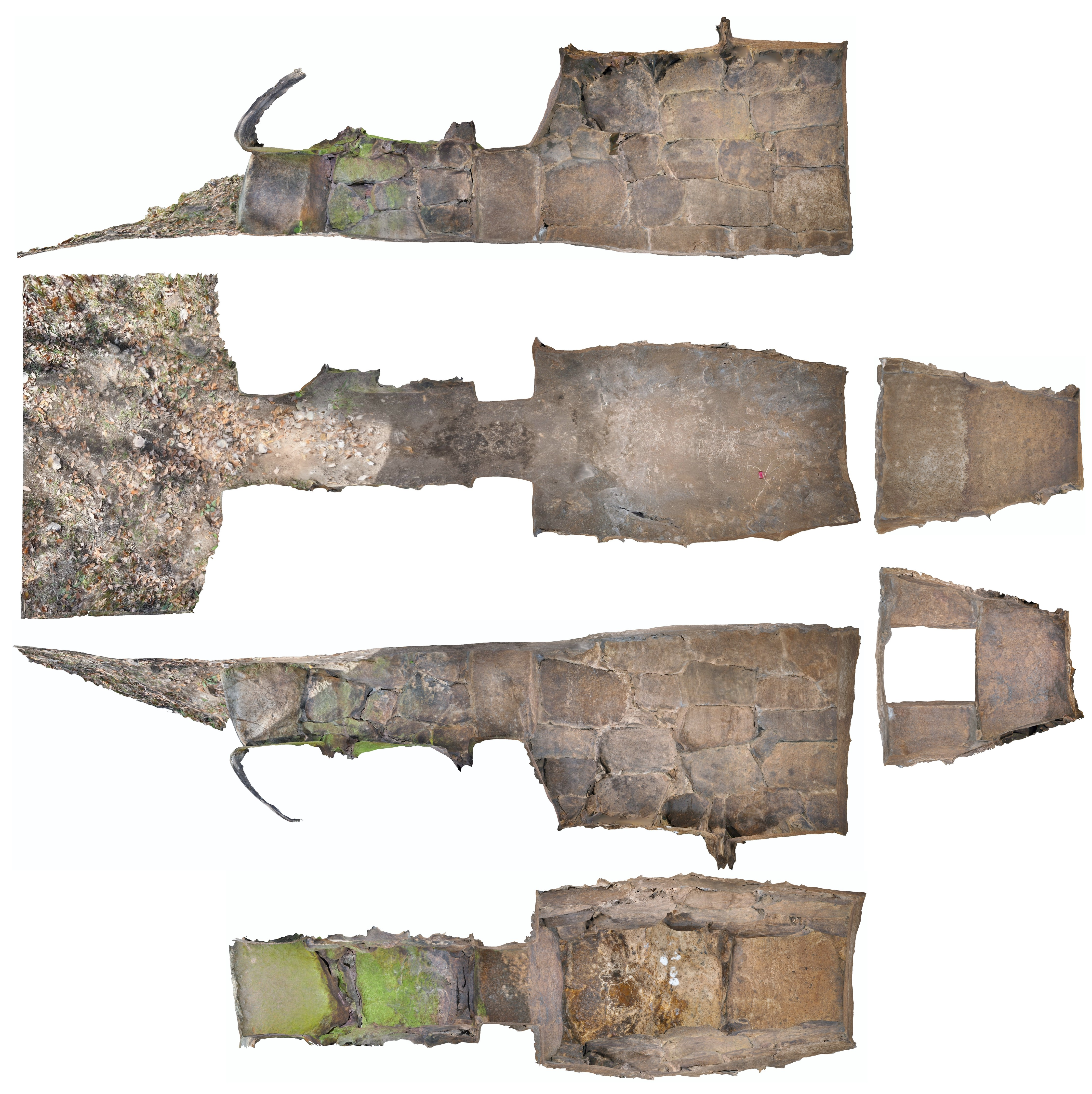
石室展開図

埋葬施設としては両袖式横穴式石室が構築されており、南南西方向に開口する。石室の規模は次の通り。
- 石室全長：6.2メートル
- 玄室：長さ3.1メートル、幅1.35メートル（奥壁）・1.93メートル（中央）・1.8メートル（前）、高さ2.5メートル
- 羨道：長さ3メートル、幅0.9メートル、高さ0.9メートル

石室の石材は地元産の凝灰岩（藪塚石）。奥壁には大型の自然石1石が使用され、側壁は割石の通目積みによって構築される。玄室入り口には玄門構造が認められるほか、奥壁には漆喰の塗布が認められる。

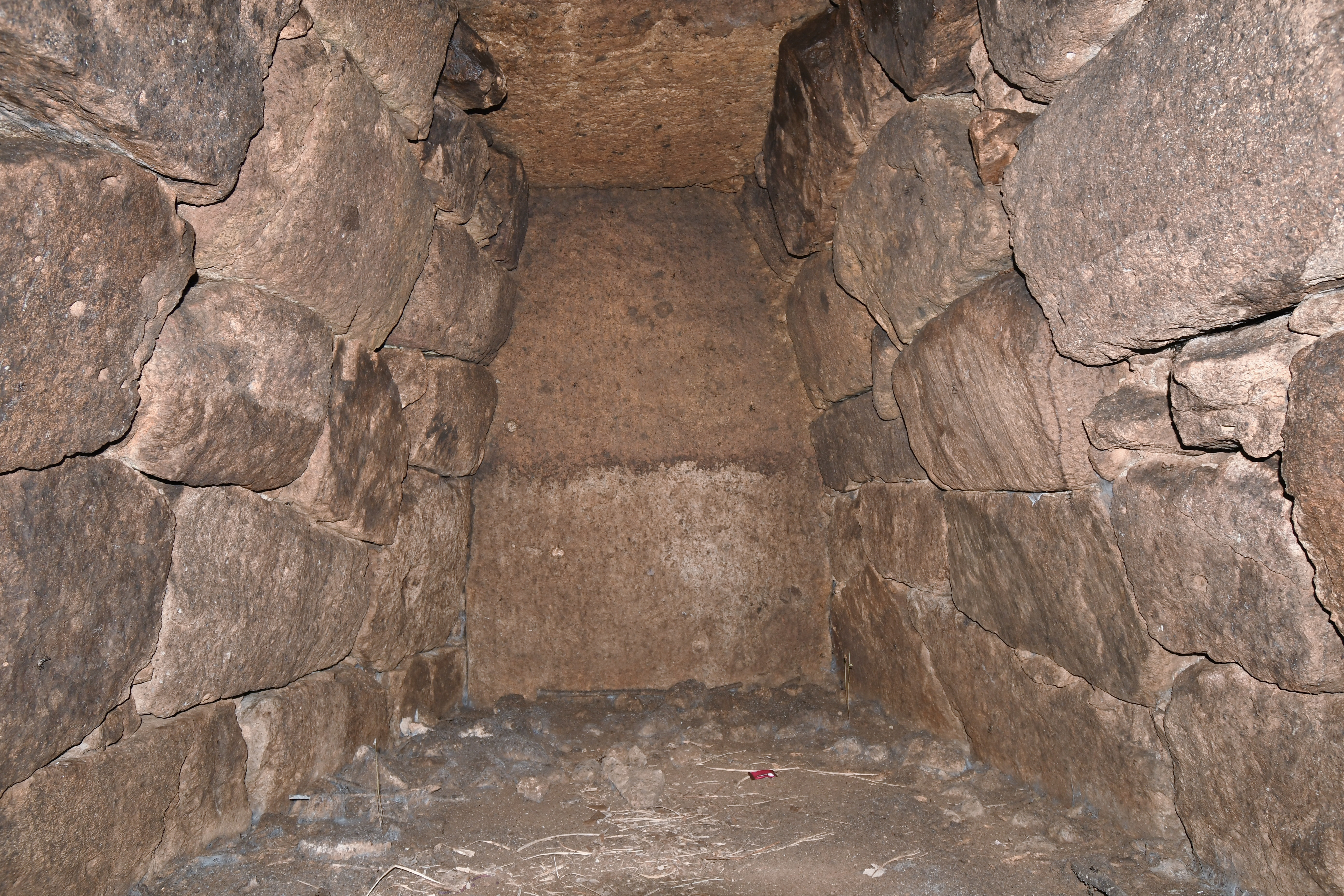
玄室（奥壁方向）
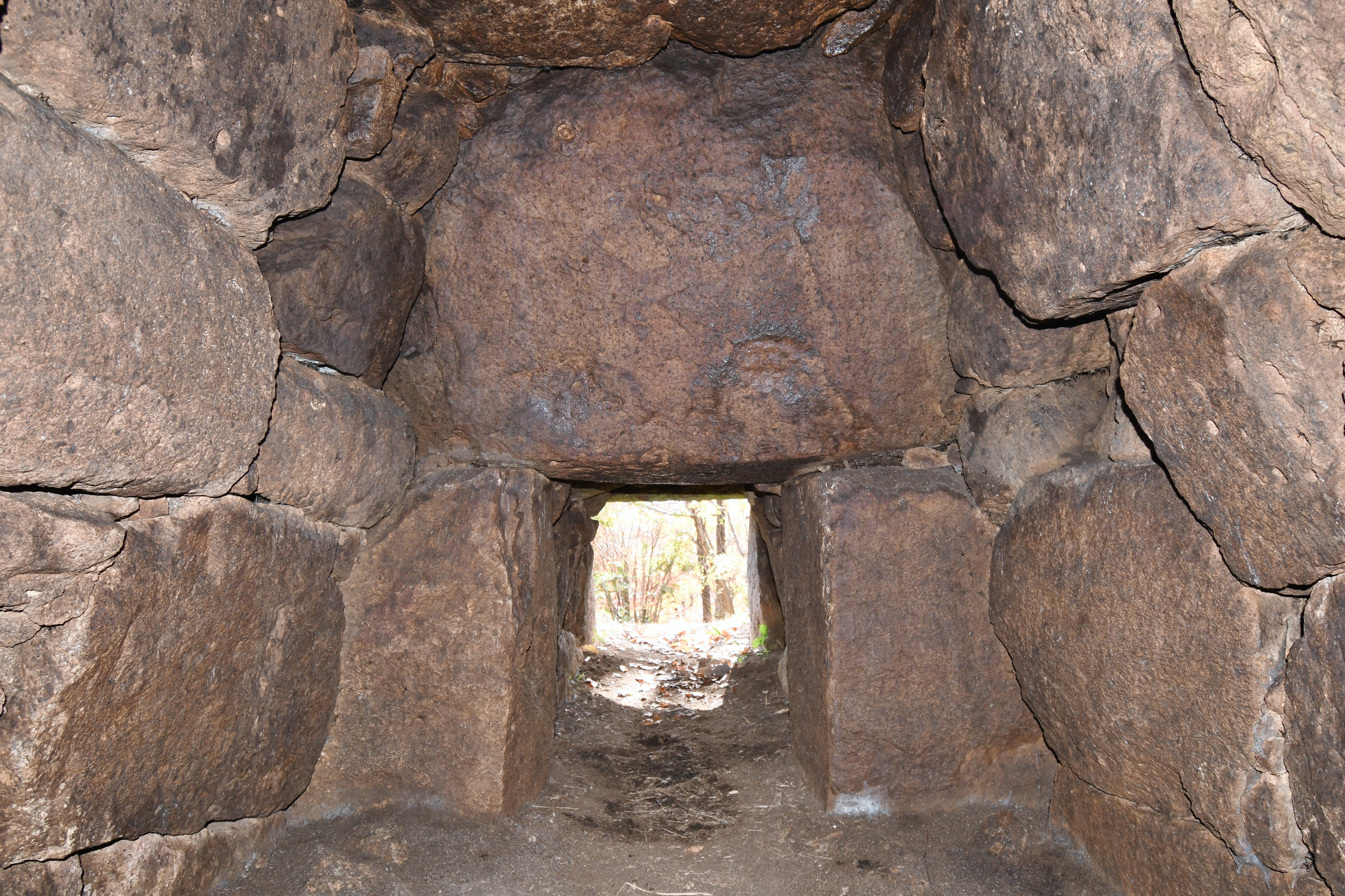
玄室（開口部方向）
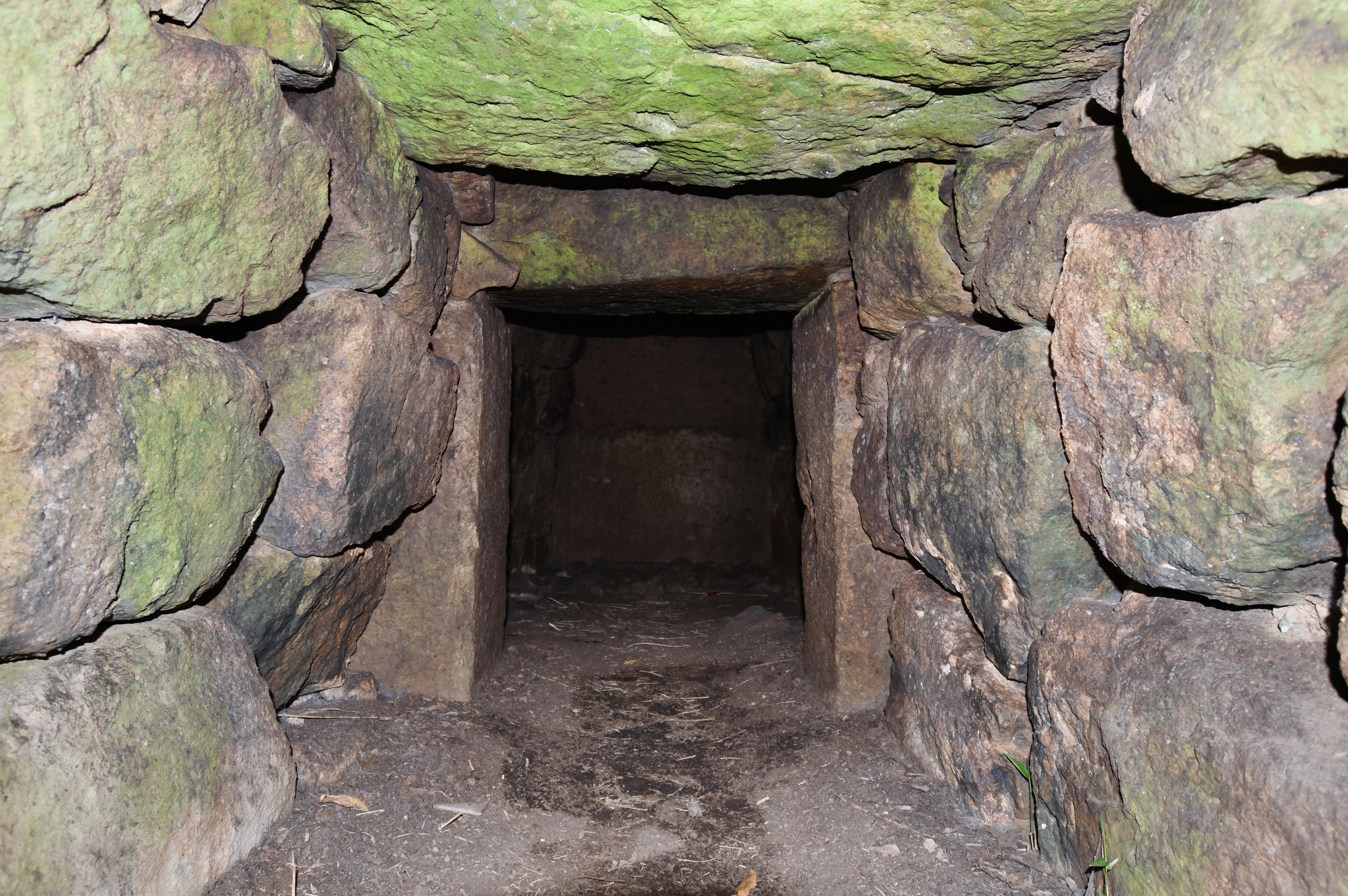
羨道（玄室方向）
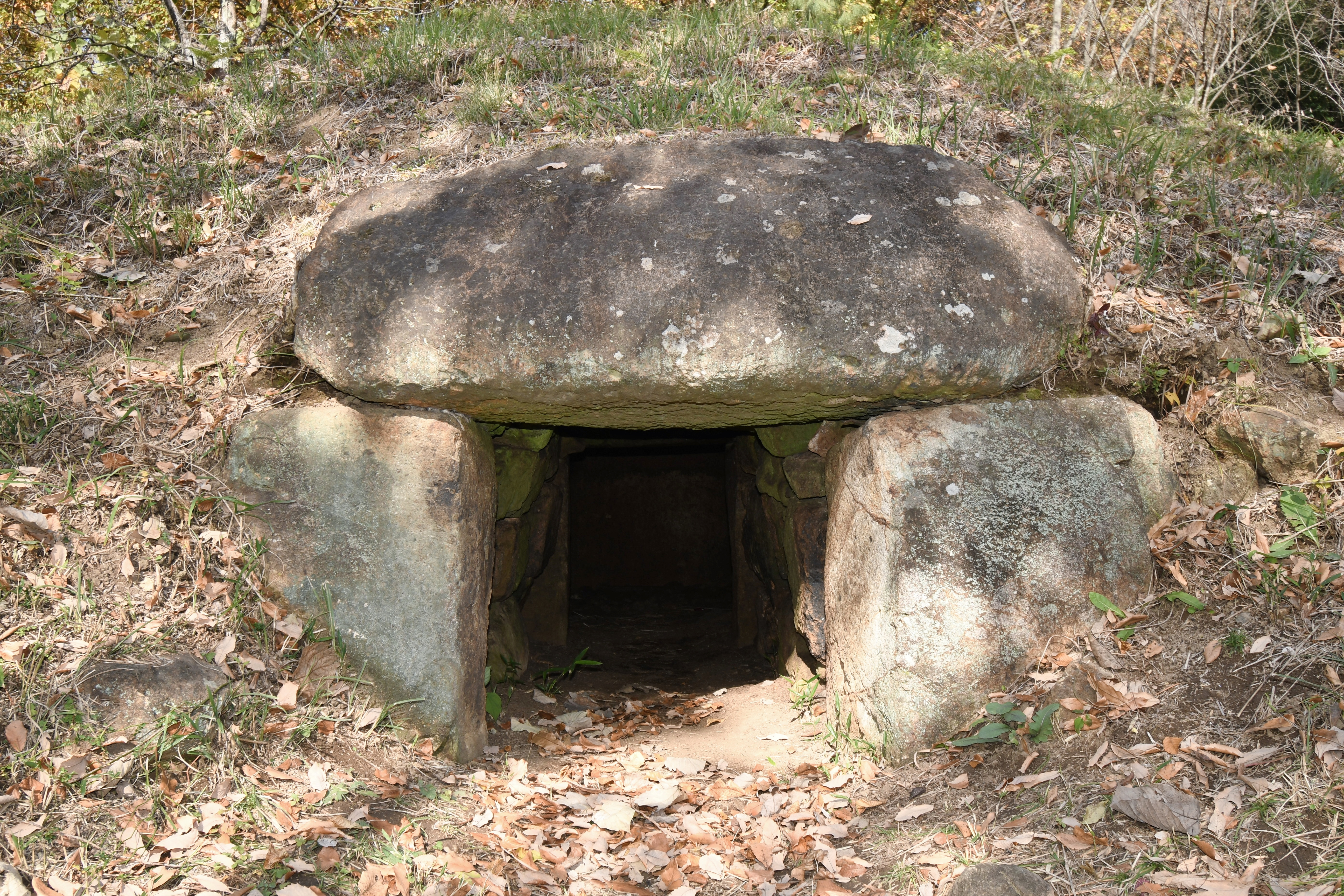
開口部
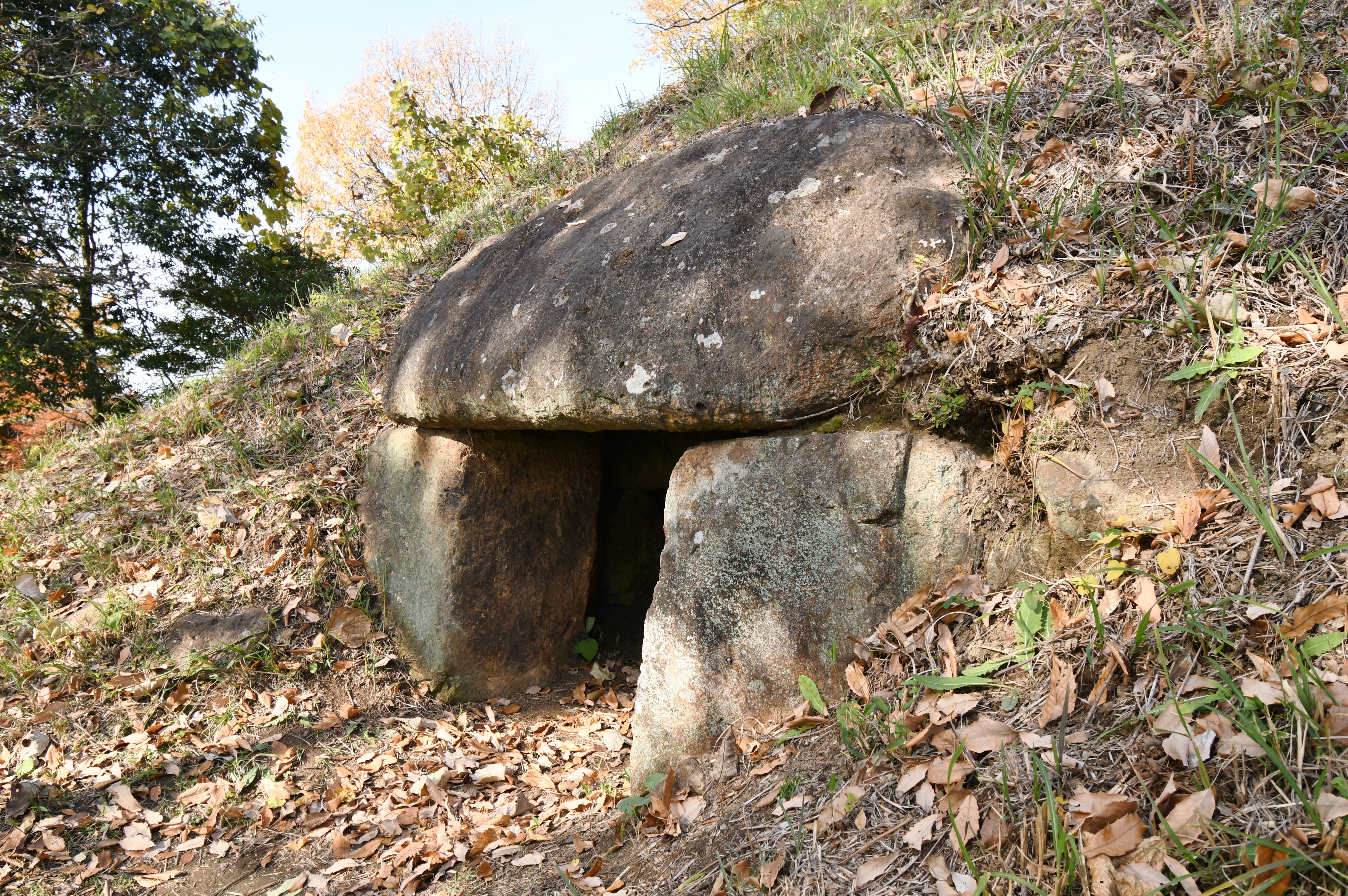
開口部天井石の傾斜

## 文化財

### 群馬県指定文化財
- 史跡
  - 藪塚湯之入 北山古墳 西山古墳 - 1949年（昭和24年）12月20日指定[4][1]。

## 関連文献
（記事執筆に使用していない関連文献）
- 中山淳子・松島透・後藤守一「群馬県北山古墳」『駿台史學』第5号、駿台史学会、1955年。